# Louis Cyr : L'Homme le plus fort du monde
Pour plus de détails, voir Fiche technique et Distribution.
Louis Cyr : L'Homme le plus fort du monde est un film biographique québécois réalisé par Daniel Roby et mis en scène par Sylvain Guy sorti en 2013. Le personnage principal, Louis Cyr est interprété par Antoine Bertrand.

## Synopsis
Louis Cyr : L'Homme le plus fort du monde est un drame portant sur la vie de Cyprien-Noé Cyr, mieux connu sous le pseudonyme de Louis Cyr. Antoine Bertrand qui incarne le personnage de l'homme fort, nous ramène tout droit au XIXe siècle, là où la vie de Louis Cyr en aura marqué plus d'un. Grâce à son talent, le héros de l'époque est rapidement appelé à voyager aux quatre coins du monde et il devient alors un homme riche et influent. Sa femme, interprétée par l'actrice et comédienne Rose-Maïté Erkoreka, est aussi à la base des nombreux succès du colosse. Ensemble, ils forment un couple solide et fidèle, avec une complicité incroyable. Ce film met non seulement en vedette les nombreux exploits incontestés et incontestables de l'homme fort, mais parle aussi de malheurs survenus tout au long de sa vie, notamment la mauvaise relation qu'il a avec sa fille à la fin de sa vie. Cyr est aussi analphabète, ce qui complique les choses à certains moments. Finalement, bien que Louis Cyr a été capable de surmonter bien des épreuves grâce à sa force surhumaine, il devra faire face au combat de sa vie : la maladie.

## Fiche technique
Sources : IMDb et Films du Québec
- Titre original : Louis Cyr : L'homme le plus fort du monde
- Réalisation : Daniel Roby
- Scénario : Sylvain Guy, adapté du livre Louis Cyr, une épopée légendaire de Paul Ohl
- Musique : Jorane
- Direction artistique : Marc Ricard
- Conception artistique : Michel Proulx (en)
- Costumes : Carmen Alie
- Maquillage : Nathalie Trépanier
- Coiffure : Martin Lapointe
- Photographie : Nicolas Bolduc
- Son : Simon Poudrette, Martin Pinsonnault, Stéphane Bergeron
- Montage : Yvann Thibaudeau
- Effets spéciaux : Pierre-Simon Lebrun-Chaput
- Production : Christian Larouche (en)
- Sociétés de production : Christal Films Productions, Gaëa Films
- Sociétés de distribution : Les Films Christal, Les Films Séville
- Budget : + de 8 millions $ CA
- Pays de production :  Canada
- Tournage : 18 septembre au 5 novembre 2012, à Sorel-Tracy, Rougemont et Saint-Jean-sur-Richelieu entre autres
- Langue originale : français
- Format : couleur
- Genre : drame, biographique
- Durée : 130 minutes
- Dates de sortie :
  - Canada : 8 juillet 2013 (première au Théâtre Maisonneuve de la Place des Arts de Montréal)[2],[3],[4]
  - Canada : 12 juillet 2013 (sortie en salle au Québec)
  - Canada : 3 décembre 2013 (DVD et Blu-ray)
- Classification :
  - Québec : Visa général[5]

## Distribution
- Antoine Bertrand : Louis Cyr
- Guillaume Cyr : Horace Barré
- Rose-Maïté Erkoreka : Mélina Cyr
- Gilbert Sicotte : Gustave Lambert
- Éliane Gagnon : Émiliana Cyr (18 ans), la fille de Louis
- Gil Bellows : Richard Kyle Fox
- Cliff Saunders : Mac Sohmer
- Normand Carrière : Pierre Cyr, le père de Louis
- Amélie Grenier : Philomène Cyr, la mère de Louis
- Charles-Olivier Pelletier : Pierrot Cyr (10 ans), le frère de Louis
- Marilyn Castonguay : Marie-Amélina Cyr, sa sœur malade
- Frédéric Lemay : Pierrot Cyr (18 ans)
- Gaston Caron : président de la Société St-Jean-Baptiste
- Charlotte Comtois : Émiliana Cyr (bébé)
- Naomi La : Émiliana Cyr (4 et 6 ans)
- Simon Boudreau : David « Baby » Michaud
- Nicolas Racicot : Adam Pricket
- Dave Simard : Eugen Sandow

## Réception du film

### Recettes
Le film se hisse au premier rang en 2013 parmi les films québécois ayant enregistré le plus de recettes en salles avec 4,07 M$.

### Distinctions
- 2014 : 16e soirée des prix Jutra[7] :
  - meilleur film
  - meilleur acteur : Antoine Bertrand
  - meilleur acteur de soutien : Guillaume Cyr
  - meilleure direction artistique
  - meilleur son
  - meilleurs costumes
  - meilleur maquillage
  - meilleure coiffure
  - Jutra Billet d'or Cineplex
- 2014 : 2e soirée des prix Écrans canadiens[8] :
  - meilleure direction artistique
  - meilleurs costumes